# Feestje!
Feestje! is een Nederlandse film uit 2004 door de regisseur Ruud van Hemert. De film is een romantische komedie en duurt 95 minuten. De internationale titel is Love Trap en de film werd onder die naam vertoond op het filmfestival van Toronto.
De film trok circa 78.000 bezoekers.

## Verhaal
Thijs en Ben zijn onafscheidelijke vrienden die continu achter de vrouwen aanzitten. Dan wordt Ben zo verliefd dat hij gaat trouwen en voelt Thijs zich door hem in de steek gelaten. Wanneer Ben hem vraagt de bruiloft te organiseren, krijgt hij de kans om wraak te nemen...

## Rolverdeling
- Antonie Kamerling – Thijs
- Beau van Erven Dorens – Ben
- Chantal Janzen – Talita
- Daphne Bunskoek – Susan
- Roeland Fernhout – Sigmund
- Tara Elders – Maartje
- Trudy Labij – Anneth
- Guus Dam -
- Inge Ipenburg - zuster
- Beertje van Beers – stamgast
- Anna Drijver – student